# Aulacophora nilgiriensis
Aulacophora nilgiriensis es un coleóptero de la familia Chrysomelidae.
Fue descrita científicamente por primera vez en 1903 por Jacoby.